# Liste der Orgeln im Landkreis Aurich
Die Liste der Orgeln im Landkreis Aurich umfasst alle erhaltenen Pfeifenorgeln im Landkreis Aurich (Ostfriesland). Sie ist eine Ergänzung zum Hauptartikel Orgellandschaft Ostfriesland, in dem sich weitere Literatur findet.
Im Landkreis stehen 112 Orgeln, von denen 42 vor dem Ersten Weltkrieg erbaut worden sind. Die Rysumer Orgel ist nicht nur die älteste des Landkreises, sondern eine der wenigen erhaltenen gotischen Orgelwerke weltweit. In Osteel, Westerhusen und Uttum sind drei Instrumente aus der ausgehenden Renaissance nahezu vollständig erhalten geblieben. Die Schnitger-Orgel in Norden ist mit 46 Registern die zweitgrößte Orgel in Ostfriesland und das zweitgrößte erhaltene Werk von Arp Schnitger. Nach dem Zweiten Weltkrieg hat Alfred Führer mit 23 modernen Orgeln, teils hinter altem Prospekt, die Orgelregion geprägt.

## Liste der Orgeln
Die Tabelle ist sortierbar. In der vierten Spalte sind die hauptsächlichen Erbauer angeführt; eine Kooperation mehrerer Orgelbauer wird durch Schrägstrich angezeigt, spätere Umbauten durch Komma. In der sechsten Spalte bezeichnet die römische Zahl die Anzahl der Manuale, ein großes „P“ ein selbstständiges Pedal, ein kleines „p“ ein nur angehängtes Pedal und die arabische Zahl die Anzahl der klingenden Register. Die vorletzte Spalte führt die letzte umfassende Restaurierung an, die letzte Spalte Besonderheiten und weiterführende Weblinks.
Erhaltene historische Gehäuse (mit modernen Orgeln) werden durch Kursivschrift angezeigt; bei der chronologischen Sortierung in der fünften Spalte ist das Jahr des Neubaus maßgeblich.
| Ort                 | Gebäude                              | Bild | Orgelbauer                                                         | Jahr                       | Manuale  | Register | Anmerkungen |
| ------------------- | ------------------------------------ | ---- | ------------------------------------------------------------------ | -------------------------- | -------- | -------- | --- |
| Arle                | Bonifatius-Kirche                    |      | Hinrich Just Müller/Johann Gottfried Rohlfs, Martin ter Haseborg   | 1799, 1999                 | II/p     | 18       | 1999 Restaurierung durch Martin ter Haseborg; Register von Rohlfs im Hauptwerk weitgehend erhalten, 1999 um Brustwerk erweitert |
| Arle                | Friedhofskapelle                     |      | Alfred Führer                                                      | 1977–1978                  | I        | 3        | |
| Aurich              | Lambertikirche, Hauptorgel           |      | Ahrend & Brunzema                                                  | 1960–1961                  | III/P    | 29       | einflussreicher Neubau; Bau als II/P/25, 2023 Komplettierung mit Brustwerk durch die Erbauerfirma → Orgel |
| Aurich              | Lambertikirche, Positiv              |      | Peter Reichmann                                                    | 1993                       | I        | 3        | → Orgel |
| Aurich              | Reformierte Kirche                   |      | Gerd Sieben Janssen, Winold van der Putten                         | 1836–1838, 2003            | II/P     | 18       | im Stil von Janssen rekonstruiert und erweitert; 2003 Restaurierung durch Winold van der Putten; 2 Register ganz, 4 teilweise original |
| Aurich              | St.-Ludgerus-Kirche                  |      | Bernhardt Edskes                                                   | 1997                       | II/P     | 15       | Unterwerk als Flötenwerk |
| Aurich              | Friedhofskapelle                     |      | Alfred Führer                                                      | 1967                       | I/p      | 3        | |
| Aurich-Oldendorf    | St.-Petri-Kirche                     |      | Valentin Ulrich Grotian, Gebr. Jehmlich                            | 1691–1693, 1973/1991       | I/P      | 9        | Prospekt erhalten |
| Bagband             | Bagbander Kirche                     |      | Heinrich Wilhelm Eckmann                                           | 1774–1775                  | I/p      | 14       | neben Amdorf einziger Neubau Eckmanns in Ostfriesland; 1949/1973–1975 Restaurierungen durch Alfred Führer; fast vollständig erhalten |
| Bagband             | Kapelle Spetzerfehn                  |      | Peter Vier                                                         | 1960                       | I        | 3        | ursprünglich für die Friedhofskapelle Karlsruhe-Knielingen gebaut, zwischenzeitlich in Privatbesitz |
| Baltrum             | Alte Inselkirche                     |      | Hermann Hillebrand                                                 | 1950                       | I        | 4        | 1970–2004 in Emder Friedhofskapelle, 2004 Überführung durch ter Haseborg nach Baltrum |
| Baltrum             | Inselkirche Baltrum                  |      | Alfred Führer                                                      | 1959–1961                  | II/P     | 14       | 2004 Renovierung durch Martin ter Haseborg |
| Bangstede           | Bangsteder Kirche                    |      | Johann Gottfried Rohlfs                                            | 1794–1795                  | I/p      | 8        | 2008–2009 Restaurierung durch Bartelt Immer; weitgehend erhalten |
| Bargebur            | Bargeburer Kirche                    |      | W. Beckmann                                                        | 1864                       | II/P     | 20       | mehrfach verändert; im 20. Jahrhundert Dispositionsänderungen durch Karl Puchar, Max Maucher und Alfred Führer; 2004 Renovierung, Teilrestaurierung und Umdisponierung durch Bartelt Immer; im Wesentlichen erhalten                                                                 |
| Barstede            | Barsteder Kirche                     |      | Johann Gottfried Rohlfs                                            | 1801                       | I/p      | 8        | 1991 Restaurierung durch Alfred Führer; weitgehend erhalten |
| Bedekaspel          | Bedekaspeler Kirche                  |      | Gebr. Rohlfs                                                       | 1869                       | I/p      | 6        | 1999 Restaurierung durch Bartelt Immer; weitgehend erhalten |
| Berumerfehn         | Berumerfehner Kirche                 |      | Alfred Führer                                                      | 1959–1960                  | I/P      | 7        | |
| Campen              | Reformierte Kirche                   |      | unbekannt                                                          | (18. Jh.) 1835             | I/p/7    |          | 1997 Restaurierung durch Bartelt Immer; teils altes Pfeifenmaterial erhalten |
| Campen              | Altreformierte Kirche                |      | Paul Ott                                                           | 1948                       | I/p      | 6        | 1995–1996 Restaurierung durch Bartelt Immer, bis 1996 I/p/9 |
| Canhusen            | Canhuser Kirche                      |      | Gustav Steinmann                                                   | 1956                       | I/p      | 5        | bis 1975 in Werste, 1975–1993 in Haupensiek-Gohfeld; 1994 Restaurierung durch Stephan Heberlein |
| Canum               | Canumer Kirche                       |      | Bartelt Immer                                                      | 2010                       | II/P     | 18       | Restaurierung/Rekonstruktion/Neubau hinter erhaltenem Prospekt mit den originalen Prospektpfeifen der Gerhard von Holy-Orgel aus Wetter (Ruhr) (1723), orientiert sich in der Disposition an der verloren gegangenen Holy-Orgel in Nesse (1709–1710), sonst an Dornum und Marienhafe |
| Canum               | Privatbesitz                         |      | Bartelt Immer                                                      | 1985                       | I        | 3        | Positiv in Stollenbauweise und mit „Klopfton“-Technik |
| Cirkwehrum          | Cirkwehrumer Kirche                  |      | Gebr. Rohlfs                                                       | 1877–1879                  | I/p      | 8        | weitgehend erhalten |
| Dornum              | St.-Bartholomäus-Kirche              |      | Gerhard von Holy                                                   | 1710–1711                  | III/P    | 32       | 1997–1998 Restaurierung durch Jürgen Ahrend; größte norddeutsche Dorforgel; weitgehend erhalten → Orgel der St.-Bartholomäus-Kirche (Dornum) |
| Eilsum              | Eilsumer Kirche                      |      | Joachim Kayser, Karl Schuke                                        | 1709–1710/1967             | I/P      | 9        | Prospekt erhalten |
| Engerhafe           | St. Johannes der Täufer              |      | Hinrich Just Müller, Hermann Hillebrand                            | 1774–1975, 1971–1973       | I/p      | 9        | 2007/2008 Restaurierung durch Regina Stegemann; Prospekt (Müller) mit sehr alten Prospektpfeifen (16. Jahrhundert ?) mit gotische Eselsrücken-Labien erhalten; im Zuge des Neubaus zweites Manual für ein Brustwerk eingebaut                                                        |
| Forlitz-Blaukirchen | Lutherische Kirche                   |      | Gebr. Rohlfs                                                       | 1869                       | I/p      | 6        | 1979/1982 Restaurierung durch Martin Haspelmath; weitgehend erhalten |
| Freepsum            | Freepsumer Kirche                    |      | Wilhelm Caspar Joseph Höffgen                                      | 1836–1839                  | I/p      | 7        | neben Uphusen einziger Neubau Höffgens; fast vollständig erhalten |
| Greetsiel           | Greetsieler Kirche                   |      | Johann Friedrich Constabel, Karl Schuke                            | 1738, 1960                 | I/p      | 6        | 1990 Restaurierung durch Krummhörner Orgelwerkstatt; Prospekt erhalten |
| Grimersum           | Grimersumer Kirche                   |      | Ahrend & Brunzema                                                  | 1958                       | I/p      | 8        | 1982 Restaurierung durch Jürgen Ahrend; mit Flügeltüren und Spiegel-Diskantfeldern; in 2 Registern Teile der Rohlfs-Orgel (1867) übernommen |
| Groothusen          | Groothuser Kirche                    |      | Johann Friedrich Wenthin                                           | 1798–1801                  | II/p     | 19       | Restaurierung 1987 durch Werkstatt Alfred Führer; größte Orgel der Krummhörn mit einzigartigen Flötenregistern; über die Hälfte erhalten |
| Großheide           | Großheider Kirche                    |      | Orgelbau Kreienbrink                                               | 1986                       | II/P     | 9        | |
| Groß Midlum         | Groß Midlumer Kirche                 |      | Johann Friedrich Wenthin, Alfred Führer                            | 1803–1804, 1956            | I/P      | 12       | Prospekt erhalten |
| Hage                | St.-Ansgari-Kirche                   |      | Dirk Lohman                                                        | 1776–1783                  | II/P     | 22       | Restaurierungen 1979/1987 durch Alfred Führer und 2003 durch Bartelt Immer, 2003; einzige nahezu vollständig erhaltene Orgel Lohmans |
| Hage                | St. Wiho                             |      | Emanuel Kemper                                                     | 1958                       | I        | 4        | gebraucht gekauft; derzeit Pläne für eine neue Orgel |
| Hamswehrum          | St.-Maria-Kirche                     |      | Johann Reil                                                        | 1969                       | I/p      | 6        | Die Vorgängerorgel von Johann Friedrich Constabel steht seit 1970 in der Jennelter Kirche. |
| Hinrichsfehn        | Versöhnungskirche                    |      | Alfred Führer                                                      | 1965                       | I/P      | 6        | 2005 Erweiterung um einen Subbass 16′ durch Martin ter Haseborg |
| Hinte               | Evangelisch-reformierte Kirche Hinte |      | Johann Friedrich Wenthin, Jürgen Ahrend                            | 1776–1781, 1958            | I/p      | 8        | Prospekt erhalten |
| Holtrop             | Holtroper Kirche                     |      | Hinrich Just Müller                                                | 1772                       | I/p      | 8        | 1976–1977/2000 Restaurierung durch Rudolf von Beckerath; bis auf 2 rekonstruierte Zungenregister vollständig erhalten |
| Ihlowerfehn         | Ihlower Kirche                       |      | G. Christian Lobback                                               | 1972–1973                  | I/P      | 7        | 2008 durch Martin Haspelmath um einen Subbass 16′ im Pedal erweitert |
| Jennelt             | Baptistenkapelle                     |      | Eberhard Friedrich Walcker                                         | 1952                       | I        | 4        | gebraucht erworben |
| Jennelt             | Jennelter Kirche                     |      | Johann Friedrich Constabel                                         | 1738                       | I/p      | 8        | 1969 Restaurierung durch Ahrend & Brunzema, 3 Register rekonstruiert; einzige weitgehend vollständig erhaltene Orgel Constabels |
| Juist               | Inselkirche Juist (große Orgel)      |      | Alfred Führer                                                      | 1968, 1995                 | II/P     | 15       | 1995 um Prinzipal 8′ erweitert |
| Juist               | Inselkirche Juist (kleine Orgel)     |      | Alfred Führer                                                      | 2002                       | I        | 3        | Truhenorgel im Altarraum; zwei Register aufgeteilt in Bass und Diskant; letztes Werk der Firma Führer |
| Juist               | Zu den heiligen Schutzengeln         |      | Orgelbau Kreienbrink                                               | 1968                       | I/P      | 6        | seit 1977 auf Juist, vorheriger Standort nicht bekannt, Modell identisch zur Orgel in Leybucht (siehe unten) |
| Kirchdorf           | St. Paulus                           |      | Krummhörner Orgelwerkstatt                                         | 1988–1989                  | I/P      | 7        | |
| Leezdorf            | Lutherische Kirche                   |      | Alfred Führer                                                      | 1986–1988                  | I/p      | 6        | |
| Leybuchtpolder      | Lutherische Kirche                   |      | Orgelbau Kreienbrink                                               | 1967–1968                  | I/P      | 6        | |
| Loppersum           | Loppersumer Kirche                   |      | Gebr. Rohlfs                                                       | 1867–1868                  | I/P      | 11       | 1996 und 2018 Restaurierungen durch Bartelt Immer; weitgehend erhalten |
| Loquard             | Loquarder Kirche                     |      | Hinrich Just Müller, Alfred Führer                                 | 1793, 1966–1967            | I/p      | 8        | Prospekt erhalten |
| Manslagt            | Manslagter Kirche                    |      | Hinrich Just Müller                                                | 1776–1778                  | II/p     | 15       | 2000–2001 Restaurierung durch Bartelt Immer; weitgehend erhalten |
| Marcardsmoor        | Kreuzkirche                          |      | P. Furtwängler & Hammer                                            | 1909–1911                  | II/P     | 7        | mit Taschenlade; 1986 restauriert |
| Marienhafe          | Marienkirche                         |      | Gerhard von Holy                                                   | 1710–1713                  | II/p     | 20       | 1966/1969, 1987–1988, 2010 Restaurierungen durch Ahrend (& Brunzema); am besten erhaltene Barockorgel Ostfrieslands → Orgel der Marienkirche (Marienhafe) |
| Middels             | Middelser Kirche                     |      | Hinrich Just Müller                                                | 1784–1786                  | I/p      | 8        | 1983/1985/1989 Restaurierungen durch Alfred Führer; weitgehend erhalten |
| Mittegroßefehn      | Mittegroßefehner Kirche              |      | Brond de Grave Winter                                              | 1859                       | II/P     | 13       | 1977–1979 Restaurierung durch Wilfried Müller; derzeit stillgelegt |
| Moordorf            | Martin-Luther-Kirche                 |      | Johann Diepenbrock, Alfred Führer                                  | 1895, 1976                 | I/P      | 7        | 1976 Restaurierung durch Alfred Führer; von Diepenbrock Gehäuse und zwei Register erhalten |
| Münkeboe            | Kirche zum guten Hirten              |      | P. Furtwängler & Hammer, G. Christian Lobback                      | 1902, 1978–1980            | I/P      | 10       | Prospekt erhalten |
| Nesse               | St.-Marien-Kirche                    |      | Gebr. Hillebrand                                                   | 1986–1988                  | I/P      | 9        | |
| Norddeich           | Lutherisches Gemeindezentrum „Arche“ |      | Paul Ott                                                           | 1960–1961                  | I/p      | 4        | hier seit 1975, zuvor im Gemeindehaus Norden |
| Norden              | Andreas-Kirche                       |      | Alfred Führer                                                      | 1964–1965                  | I/p      | 5        | hier seit 2011, zuvor in der Tidofelder Gnadenkirche, die 2006 profaniert wurde |
| Norden              | Christuskirche                       |      | Johann Gottfried Rohlfs, Alfred Führer                             | 1796–1799, 1958–1959       | II/P     | 11       | ursprünglich für die Mennonitenkirche Norden gebaut; 1994/1998 Restaurierung durch Bartelt Immer → Orgel der Christuskirche (Norden) |
| Norden              | Ludgeri-Kirche, Hauptorgel           |      | Arp Schnitger                                                      | 1686–1688/1691–1692        | III/P/46 | 46       | 1981–1985 Restaurierung und Rekonstruktion durch Jürgen Ahrend; zweitgrößtes erhaltenes Werk Schnitgers in Deutschland und zweitgrößte Orgel in Ostfriesland; acht Register von Evers und 13 von Schnitger erhalten, 25 von Ahrend rekonstruiert → Orgel der Ludgerikirche (Norden)  |
| Norden              | Ludgeri-Kirche, Truhenorgel          |      | Jürgen Ahrend                                                      | 1986                       | I        | 5        | |
| Norden              | Mennonitenkirche                     |      | Gebr. Link                                                         | 1900                       | II/P     | 12       | pneumatisch; vollständig erhalten |
| Norden              | Pekelheringer Hof, Bartelt Immer     |      | Bartelt Immer                                                      | 2006                       | II/P     | 5        | Positiv in Cembaloform (Flügelorgel) mit liegenden Pfeifen 16′, 8′, 8′, 4′, 4′ |
| Norden              | Städtische Friedhofskapelle          |      | Bartelt Immer                                                      | 1994                       | I        | 3        | hinterspieliges Meisterstück |
| Norden              | St.-Ludgerus-Kirche                  |      | Johann Diepenbrock, Ernst Seifert, Westfälischer Orgelbau S. Sauer | 1890, 1960er, 2007         | II/P     | 20       | 2007 Neubau durch Westfälischer Orgelbau S. Sauer hinter Prospekt von Diepenbrock und unter Verwendung von Windladen, Pfeifenwerk und Spieltisch einer Seifert-Orgel, die ursprünglich in Weeze stand und 2006 gebraucht erworben wurde                                              |
| Norderney           | Evangelische Inselkirche             |      | Harm Dieder Kirschner                                              | 2008                       | III/P    | 30       | im romantischen Stil |
| Norderney           | St. Ludgerus                         |      | Hugo Mayer Orgelbau                                                | 1973                       | II/P     | 8        | 2007 Gehäuseumbau, Überholung und Intonation durch Westfälischer Orgelbau S. Sauer |
| Norderney           | Stella Maris                         |      | Orgelbau Kreienbrink                                               | 1969                       | II/P     | 20       | 2010 Überführung der Orgel aus der Herz-Jesu-Kirche in Bremen durch Westfälischer Orgelbau S. Sauer |
| Ochtelbur           | Ochtelburer Kirche                   |      | Alfred Führer                                                      | 1972                       | I/p      | 6        | |
| Ostgroßefehn        | Auferstehungskirche (Ostgroßefehn)   |      | P. Furtwängler & Hammer                                            | 1895                       | II/P     | 13       | 1980 Restaurierung durch Martin Haspelmath |
| Osteel              | Warnfried-Kirche                     |      | Edo Evers                                                          | 1619                       | II/p     | 13       | 1994–1995 Restaurierung durch Jürgen Ahrend; einzige nahezu vollständig erhaltene Orgel von Evers → Orgel der Warnfried-Kirche (Osteel) |
| Pewsum              | Nicolai-Kirche                       |      | Hermann Hillebrand                                                 | 1969                       | II/P     | 20       | |
| Pewsum              | Reformierte Kirche                   |      | Hermann Hillebrand                                                 | um 1956                    | I        | 4        | 1994 Reparatur durch Stephan Heberlein |
| Pilsum              | Kreuzkirche                          |      | Valentin Ulrich Grotian                                            | 1694                       | II/p/16  | 16       | 1991 Restaurierung durch Jürgen Ahrend; einzige weitgehend vollständig erhaltene Orgel Grotians → Orgel der Pilsumer Kreuzkirche |
| Plaggenburg         | Andreaskirche                        |      | Alfred Führer                                                      | 1982–1984                  | I/p      | 7        | Gehäuse von P. Furtwängler & Hammer (1905–1906) |
| Rahe                | Baptistenkirche                      |      | Rudolf Janke                                                       | 1962                       | I        | 4        | Positiv ursprünglich als Interimsorgel für andere Kirche konzipiert und 1972 verkauft; 1977 von Aurich-Rahe gebraucht erworben; vereinigt alte Register verschiedener Orgeln zu einem Ganzen                                                                                         |
| Rechtsupweg         | Lutherische Kirche                   |      | Alfred Führer                                                      | 1964–1966                  | I/p      | 7        | |
| Resterhafe          | St.-Matthäus-Kirche                  |      | Alfred Führer                                                      | 1963                       | I/p      | 5        | |
| Riepe               | Riepster Kirche                      |      | Johann Friedrich Wenthin, Orgelwerkstatt Wegscheider               | 1776–1785, 2025            | II/P     | 18       | Prospekt samt Prospektpfeifen von Wenthin erhalten |
| Roggenstede         | Roggensteder Kirche                  |      | Johann Gottfried Rohlfs                                            | 1827–1833                  | I/p      | 8        | 1988–1989 Restaurierung durch Martin Haspelmath; weitgehend erhalten |
| Rysum               | Rysumer Kirche                       |      | Meister Harmannus (?)                                              | 1457, 1513                 | I        | 7        | eine der weltweit ältesten Orgeln; vier Register erhalten, drei 1959–1961 durch Ahrend & Brunzema rekonstruiert → Orgel der Rysumer Kirche |
| Sandhorst           | St. Johannis                         |      | Karl Schuke                                                        | 1966–1972                  | II/P     | 17       | 1992–1993 von Regina Stegemann umintoniert und um ein Register erweitert, das 1972 vakant geblieben war |
| Siegelsum           | Siegelsumer Kirche                   |      | Arnold Rohlfs                                                      | 1842–1845                  | I/p      | 6        | 1977–1980 Restaurierung durch Alfred Führer; weitgehend erhalten |
| Simonswolde         | Simonswoldmer Kirche                 |      | Hinrich Just Müller                                                | 1777                       | I/p      | 7        | Restaurierungen 1981–1982 durch Jürgen Ahrend und 2001 durch Bartelt Immer; vollständig erhalten |
| Spetzerfehn         | Privatbesitz                         |      | Johann Diepenbrock                                                 | 1892                       | I/p      | 4        | ursprünglich für die Inselkirche Spiekeroog gebaut, 1976 umgebaut und nach Spetzerfehn überführt (Privatbesitz) |
| Spetzerfehn         | Christus-Kirche                      |      | G. Christian Lobback                                               | 1976–1977                  | I/P      | 7        | |
| Strackholt          | St.-Barbara-Kirche                   |      | Gerhard Janssen Schmid, Hans Wolf, Hermann Hillebrand              | 1798–1799, 1971, 1973/1986 | II/P     | 23       | 1973 Restaurierung durch Hermann Hillebrand; eine der größten Dorforgeln Ostfrieslands; mehrfach umgebaut → Orgel |
| Süderneuland        | Friedenskirche                       |      | Alfred Führer                                                      | 1964–1965                  | I/P      | 7        | |
| Suurhusen           | Suurhuser Kirche, Gemeindezentrum    |      | Alfred Führer                                                      | 1977                       | I/p      | 5        | |
| Suurhusen           | Suurhuser Kirche                     |      | Gustav Brönstrup                                                   | 1959                       | II/P     | 7        | 1989–1990 Reparatur durch Krummhörner Orgelwerkstatt; vorher in Oldenburg (Pädagogische Akademie) und dann in Detern (Hausorgel) |
| Tannenhausen        | Markus-Kirche                        |      | Hendrik Jan Vierdag                                                | 1972                       | I        | 4        | Truhenorgel |
| Timmel              | Petrus-und-Paulus-Kirche             |      | Johann Friedrich Constabel, Gebr. Hillebrand                       | 1740, 1962                 | II/P     | 18       | Prospekt erhalten |
| Upleward            | Uplewarder Kirche                    |      | Alfred Führer                                                      | 1963                       | I/p      | 7        | |
| Uttum               | Uttumer Kirche                       |      | unbekannt                                                          | um 1660                    | I        | 9        | Restaurierungen 1956–1957 durch Ahrend & Brunzema und 2020–2021 durch Hendrik Ahrend; eine der bedeutendsten Renaissanceorgeln, die noch nahezu vollständig original erhalten ist → Orgel der Uttumer Kirche                                                                         |
| Victorbur           | St.-Victor-Kirche                    |      | Johann Gottfried Rohlfs, Hermann Hillebrand                        | 1818–1819, 1966–1969       | II/p     | 15       | Prospekt erhalten |
| Visquard            | Visquarder Kirche                    |      | unbekannt, Johann Reil                                             | vor 1680, 1966             | I/p      | 8        | Flügeltüren mit gemalten Pfeifen |
| Walle               | St. Lukas                            |      | Rudolf Janke                                                       | 1985                       | II/P     | 8        | auf zweitem Manual Register 8′ fest, unabschaltbar |
| Wallinghausen       | Matthäus-Kirche                      |      | Alfred Führer                                                      | 1971–1972                  | I/P      | 9        | 2008–2009 Restaurierung durch Ostfriesischer Orgelservice |
| Weene               | Nikolaikirche                        |      | Valentin Ulrich Grotian, Alfred Führer                             | 1698–1699, 1966/1992       | II/P     | 17       | 1992 Restaurierung durch Alfred Führer; Prospekt (ohne Pfeifen) des Hauptwerks erhalten |
| Westeraccum         | Petrikirche                          |      | Alfred Führer                                                      | 1972                       | I/p      | 7        | Prospekt von der Orgel aus Pewsum von Gerd Sieben Janssen (1856–1861) |
| Westerbur           | Westerburer Kirche                   |      | Arnold Rohlfs                                                      | 1860                       | I/p      | 7        | 1983–1985 Restaurierung durch Alfred Führer; weitgehend erhalten |
| Westerende          | St. Martin                           |      | Johann Friedrich Wenthin, Johann Diepenbrock, Alfred Führer        | 1793, 1885, 1959           | I/P      | 15       | 1985 Instandsetzung durch Alfred Führer; weitgehend erhalten |
| Westerhusen         | Westerhuser Kirche                   |      | Jost Sieburg                                                       | 1642–1643                  | I/p      | 7        | 1955 Restaurierung durch Ahrend & Brunzema; einzige nahezu vollständig erhaltene Orgel Sieburgs → Orgel der Westerhuser Kirche |
| Wiegboldsbur        | Wibadi-Kirche                        |      | Wilhelm Eilert Schmid                                              | 1818–1819                  | I/p      | 8        | 1983–1985 Restaurierung durch Gebr. Hillebrand; weitgehend erhalten |
| Wiesens             | Johannes-der-Täufer-Kirche           |      | Johann Gottfried Rohlfs                                            | 1820–1822                  | I/p      | 10       | 1979–1981 Restaurierung durch Alfred Führer; nahezu vollständig erhalten |
| Wiesmoor            | Friedenskirche                       |      | Emil Hammer                                                        | 1967–1968                  | II/P     | 15       | |
| Wirdum              | Wirdumer Kirche                      |      | Johann Reil                                                        | 1969                       | I/P      | 10       | |
| Woltzeten           | Woltzetener Kirche                   |      | Alfred Führer                                                      | 1956                       | I/P      | 5        | Subbaß 16′ im Pedal von P. Furtwängler & Hammer (1907) übernommen |
| Woquard             | Marienkirche                         |      | Hinrich Just Müller                                                | 1803–1804                  | I/p      | 9        | 2006 Restaurierung durch Bartelt Immer; letztes Werk Müllers; nahezu vollständig erhalten |